# Скёйтбунингюр
Скёйтбунингюр (исл. skautbúningur) — один из пяти типов исландской национальной одежды для женщин, которую в конце XIX века придумал известный художник Сигюрдюр Гвюдмюндссон, который также придумал киртидль. Костюм представляет собой длинное платье и жакет, оба из чёрной шерстяной ткани с золотыми орнаментами. В комплект скёйтбунингюра входит также традиционная исландская шляпа. Сейчас скёйтбунингюр носят в особых случаях: на свадьбах, праздниках. Скёйтбунингюр или киртидль надеваются также женами президентов или женщинами-президентами во время инаугурации.
Начиная с 2001 года все исландские национальные костюмы, включая скёйтбунингюр, контролируются государственным специалистом по вопросам национальных костюмов (исл. Þjóðbúningaráð), который следит за сохранением стиля и технологии производства национальных исландских костюмов.